# Yosuke Nakata
Yosuke Nakata (中田 洋介 Nakata Yosuke?), född 15 september 1981 i Iwate prefektur, är en japansk före detta fotbollsspelare.
Nakata började sin karriär 2004 i Vegalta Sendai. 2008 flyttade han till Yokohama FC. Efter Yokohama FC spelade han för Grulla Morioka och Morioka Zebra. Han avslutade karriären 2012.